# Juan Sabas Huertas-Lorente
Juan Sabas Huertas-Lorente   (Madrid, 13 d'abril de 1967) és un exfutbolista i entrenador madrileny. Com a jugador ocupava la posició de davanter.

## Trajectòria
Va començar a destacar al Rayo Vallecano. Amb l'equip madrileny debuta a la màxima categoria a la 89/90, en la qual va marcar 6 gols en 34 partits. Eixa bona campanya possibilita que fitxe per l'Atlètic de Madrid. Va romandre quatre anys al conjunt matalasser, amb qui guanyà dues Copes del Rei. En aquest període, Sabas va ser el davanter suplent per excel·lència i amb instint de gol, l'etiqueta que arrossegaria en tota la seua carrera.
L'estiu de 1994 fitxa pel Reial Betis. Al conjunt sevillà continuarà amb aquesta funció en els tres anys que hi milita. Destaquen els set gols aconseguits la temporada 95/96, en 32 partits (només 8 de titular). La temporada 97/98 marxa al CP Mérida, on tornaria a gaudir de minuts de joc. Va estar dos anys a l'equip extremeny, un a Primera i l'altre a Segona i en total va marcar 16 gols.
Posteriorment, jugaria amb l'Albacete Balompié en la categoria d'argent (99/01), sent de nou davanter de refresc. A partir del 2001 jugaria amb equips en Segona B amb l'Hèrcules CF i el Ciudad de Murcia, i a Tercera amb el Pegaso Tres Cantos, on es retiraria el 2002. En total, el davanter ha sumat 196 partits i 34 gols a la màxima categoria.
Després de penjar les botes, Sabas ha continuat vinculat al futbol. Ha estat el segon entrenador d'Abel Resino al Ciudad de Murcia, al Llevant UE i a l'Atlètic de Madrid.